# Barrett M107
Pour les articles homonymes, voir Barrett et M107.
Le Barrett M107 est un fusil de précision de gros calibre fabriqué par Barrett Firearms Manufacturing.

## Historique
Afin de moderniser le Barrett M82, Barrett décide de produire le Barrett M107, chambré uniquement en .50 BMG à l'achat à l'instar du M82 originel, et ce malgré l'existence du calibre .416. Entrant en service en 2008, il doit être remplacé dans les forces armées des États-Unis au début des années 2020 par le Barrett MRAD (en).
Il est largement exporté ; la Norvège achète plusieurs centaines de M107A1 fin 2024.[réf. nécessaire]

## Description
Identique, dans les grandes lignes, au M82, ce fusil est cependant doté d'un canon fileté pouvant accueillir un réducteur de son dédié, accompagné d'un frein de bouche-flèche à deux-étages. Le filetage porte un frein de bouche à 4 évents latéraux.
Le fusil peut être passé en calibre .416 Barrett grâce à de nombreux kits de conversion comprenant un nouveau chargeur, un nouveau canon avec son frein de bouche, un écrou dédié, et enfin une culasse adaptée. Barrett propose un kit de conversion à 4 967 $ permettant de passer les modèles 82 et 107 en calibre .416 par changement de la partie supérieure du fusil et du chargeur.